# Pfaffenwiesbach
Pfaffenwiesbach ist ein Ortsteil der Gemeinde Wehrheim im Hochtaunuskreis in Hessen.

## Geographie
Am nordöstlichen Ende einer langen Talaue und am Fuße des letzten großen Taunuskamms vor der weiten Wetterauebene liegt das alte Dorf Pfaffenwiesbach – vier Kilometer nordöstlich von Wehrheim, wozu das Dorf heute als Ortsteil gehört, und fünf Kilometer östlich der alten Kreisstadt Usingen. Der namensgebende Wiesbach entspringt mit mehreren Quellarmen ungefähr zwei Kilometer südlich von Pfaffenwiesbach in den Gemarkungen Haubergsgrund und Streicker auf dem Gelände des Munitionsdepots Köppern bei Wehrheim. Er fließt dann durch die sog. Aar, vereinigt sich im Ortsbereich von Pfaffenwiesbach unter einem Asphalt- und Betondeckel mit einem anderen Bachlauf (Pfingstborner Bach), fließt sodann weiter nordwärts durch das Wiesbachtal in Richtung Kransberg und mündet schließlich in die Usa.

## Geschichte

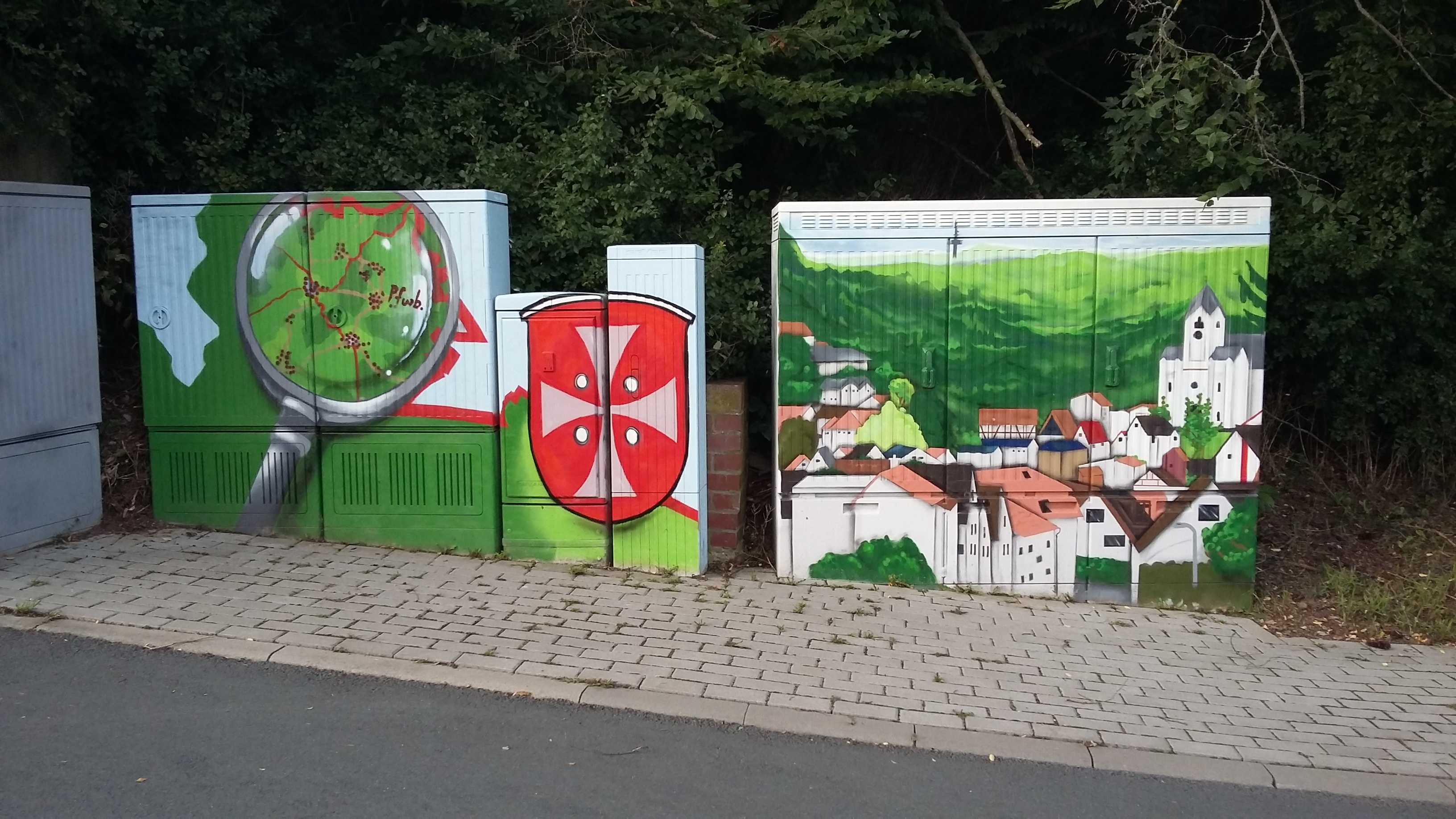
Pfaffenwiesbach als Graffito (zum Dorfjubiläum 2017)

Die Anfänge des Dorfes liegen weitgehend im Dunkeln. Alte Besiedlungsspuren wie z. B. Funde aus Hügelgräbern oder Scherben aus der Zeit des Römischen Reichs weisen jedoch darauf hin, dass der Landstrich schon lange vor der Christianisierung (wahrscheinlich durch Jäger) besiedelt war. Nach der im 9./10. Jahrhundert vermuteten Ortsgründung als Rodungssiedlung in der Nähe eines ergiebigen Bachs oder an einem Bachübergang im Zusammenhang mit einem alten Verkehrswegenetz soll der Ort bereits um 1040 zum Comitat Malstatt im Gau Wettereiba (Wetterau) gehört haben, von dem im Jahr 1043 zumindest teilweise gräfliche Rechte an die Reichsabtei Fulda fielen. Wahrscheinlich infolge des Investiturstreits sowie des gleichzeitigen Aufstieges des Bistums Würzburg zum Territorialfürstentum dürfte im Lauf des 11./12. Jahrhunderts eine Basilika einschließlich der dazugehörigen Besitzungen an das Benediktinerkloster Schlüchtern gefallen sein. Im Jahr 1167 wird dann dieser (östlichste) Verwaltungssitz des Klosters (Villikation) erstmals in einer Schenkungsurkunde des Würzburger Bischofs Herold von Höchheim als Wisenbach erwähnt; allerdings widerspricht das Historische Ortslexikon dieser Zuordnung und identifiziert Wisenbach mit dem Ort Weißenbach südwestlich von Bad Brückenau.
Im Zuge einer politischen, wirtschaftlichen und auch kirchlichen Neuordnung in der Wetterau fiel dann der Flecken Wisenbach zwischen 1216 und 1221 sukzessiv an die Herren von Cranchesberg (1216–1221). In der Folgezeit wurde durch Präfixe im Ortsnamen genau zwischen kirchlichem (z. B. Pfaffinwiesbach) und weltlichem Besitz (z. B. Erwitzenbach) unterschieden. 1297 fiel ein sog. Vronehof an die Abtei Seligenstadt. Der Deutsche Orden, der wohl im 14. Jahrhundert über (heute nicht mehr genau nachvollziehbare) Umwege das Pfarreipatronat erhielt und dieses bis ins 16. Jahrhundert hinein innehatte, hatte seit ca. 1300 Besitzungen in Pfaffenwiesbach erworben.
Vom 14. bis hinein in die 1. Hälfte des 20. Jahrhunderts teilte das Dorf dann das Geschick der später so genannten „Herrschaft Kransberg“. Verbindungen zur Wetterau bleiben jedoch noch kirchlich bis 1609 (Eingliederung in das Landkapitel Königstein), politisch bis 1654 (Herrschaftsantritt der Herren von Walpott in Bassenheim in der „Herrschaft Kransberg“) und wirtschaftlich (in Form einer Waldnutzungsgemeinschaft in der Mörler Mark) bis 1743 bestehen. Nachdem der weltliche Besitz von den Cranchesbergern im Laufe des 14. Jahrhunderts schrittweise (1316–1356) zum Zwecke einer Besitzabrundung an die Falkensteiner gegangen und nach deren Aussterben zunächst 1419 an die Eppsteiner, dann 1433 an die Linie Eppstein-Münzenberg und schließlich schrittweise (1478–1521) an die Linie Eppstein-Königstein gegangen war, erbte Graf Ludwig von Stolberg 1535 mit der Herrschaft Kransberg auch den Ort Pfaffenwiesbach. Dieser führte im Jahr 1541 auch in Pfaffenwiesbach die Reformation nach der Confessio Augustana ein.
Nachdem 1581 der Besitz an Kurmainz gelangt war, erfolgte ab 1606 unter großer Anstrengung und gegen z. T. heftige Widerstände die Rekatholisierung der Pfarrei, die sich allerdings noch bis 1614 hinzog. Der Dreißigjährige Krieg brachte mit dem Kriegseintritt der Schweden (ab 1632) nicht nur mehrmalige Herrschafts- und (erzwungene) Konfessionswechsel, sondern hinterließ auch ein zum Großteil verwüstetes und entvölkertes Dorf und einen wirtschaftlich und sozial völlig darniederliegenden Landstrich. Nach dem Krieg jedoch begann mit Herrschaftsantritt der Herren von Walpott in Bassenheim (1654), die das Kransberger Gebiet per Zessionsurkunde von Kurmainz übernahmen, ein wirtschaftlicher, sozialer und kirchlicher (katholischer) Aufschwung.
Infolge des Reichsdeputationshauptschlusses im Jahr 1803 fiel die Bassenheimische Standesherrschaft Kransberg an das neu errichtete Herzogtum Nassau bzw. Nassau-Usingen. Der Kampf um die Befreiung von der Fron, bittere Armut und zahlreiche Krankheitsepidemien prägen dieses Jahrhundert; erst Ende des 19. Jahrhunderts trat wieder eine Besserung der Verhältnisse ein. 1866 (1867) wurde das Dorf dann der preußischen Provinz Hessen-Nassau zugesprochen; Pfaffenwiesbach gehörte ab dieser Zeit abwechselnd dem Obertaunuskreis (1866, 1932) bzw. dem Landkreis Usingen (1886, 1933) an.
Den Zweiten Weltkrieg überstand der Ort einigermaßen unbeschadet. Durch Zuzug und die Nähe zum Ballungsraum Rhein-Main ändert sich seither zunehmend die althergebrachte dörfliche Struktur.
Zum 31. Dezember 1971 schloss sich Pfaffenwiesbach im Zuge der Gebietsreform in Hessen auf freiwilliger Basis der Gemeinde Wehrheim an und wurde eines ihrer vier Ortsteile; ein Jahr später erfolgte die Zuordnung zum Regierungsbezirk Darmstadt bzw. zum Hochtaunuskreis. Für Pfaffenwiesbach wurde per Hauptsatzung ein Ortsbezirk eingerichtet.
Im Jahr 1987 wurde Pfaffenwiesbach zum Programm „Erneuerung der hessischen Dörfer“ angemeldet und im Rahmen des Dorferneuerungsprogrammes durch das Land Hessen als Förderschwerpunkt anerkannt; ab 1991 kam es so innerhalb von neun Jahren zur Verwirklichung von 33 öffentlichen (Gemeinde und Kreis) sowie 81 privaten Baumaßnahmen mit einem geschätzten Investitionsvolumen von 7.385.840 DM. In den letzten Jahren hat das Dorf mehrmals (auch oft erfolgreich) an den Wettbewerben „unser Dorf“ und „Kinder im Dorf“ teilgenommen. Im Jahr 2017 wurde mit vielen Veranstaltungen (Theaterstück, Umzug, Festspiel uvm.) das 850-jährige Ersterwähnungsjubiläum gefeiert.
Schon seit längerer Zeit ist ein gewisser Niedergang im Dorfleben spürbar, so dass im Jahre 2019 nicht nur zwei Vereine (Chorvereinigung und Wiesbachtaler Musikanten) ihre Tätigkeit (weitgehend) eingestellt haben, sondern auch der kleine Dorfladen geschlossen hat.

## Politik
Für Pfaffenwiesbach besteht ein Ortsbezirk (Gebiete der ehemaligen Gemeinde Pfaffenwiesbach) mit Ortsbeirat und Ortsvorsteher nach der Hessischen Gemeindeordnung.
Der Ortsbeirat besteht aus fünf Mitgliedern. Bei den Kommunalwahlen in Hessen 2021 betrug die Wahlbeteiligung zum Ortsbeirat 63,48 %. Dabei wurden gewählt: ein Mitglied der SPD, drei Mitglieder der CDU und ein Mitglied des Bündnis 90/Die Grünen. Der Ortsbeirat wählte Mike Buske (CDU) zum Ortsvorsteher.

## Sehenswürdigkeiten und Kultur
Zahlreiche, in den letzten Jahren mit viel Liebe restaurierte Fachwerkhäuser prägen gerade den alten Ortskern.

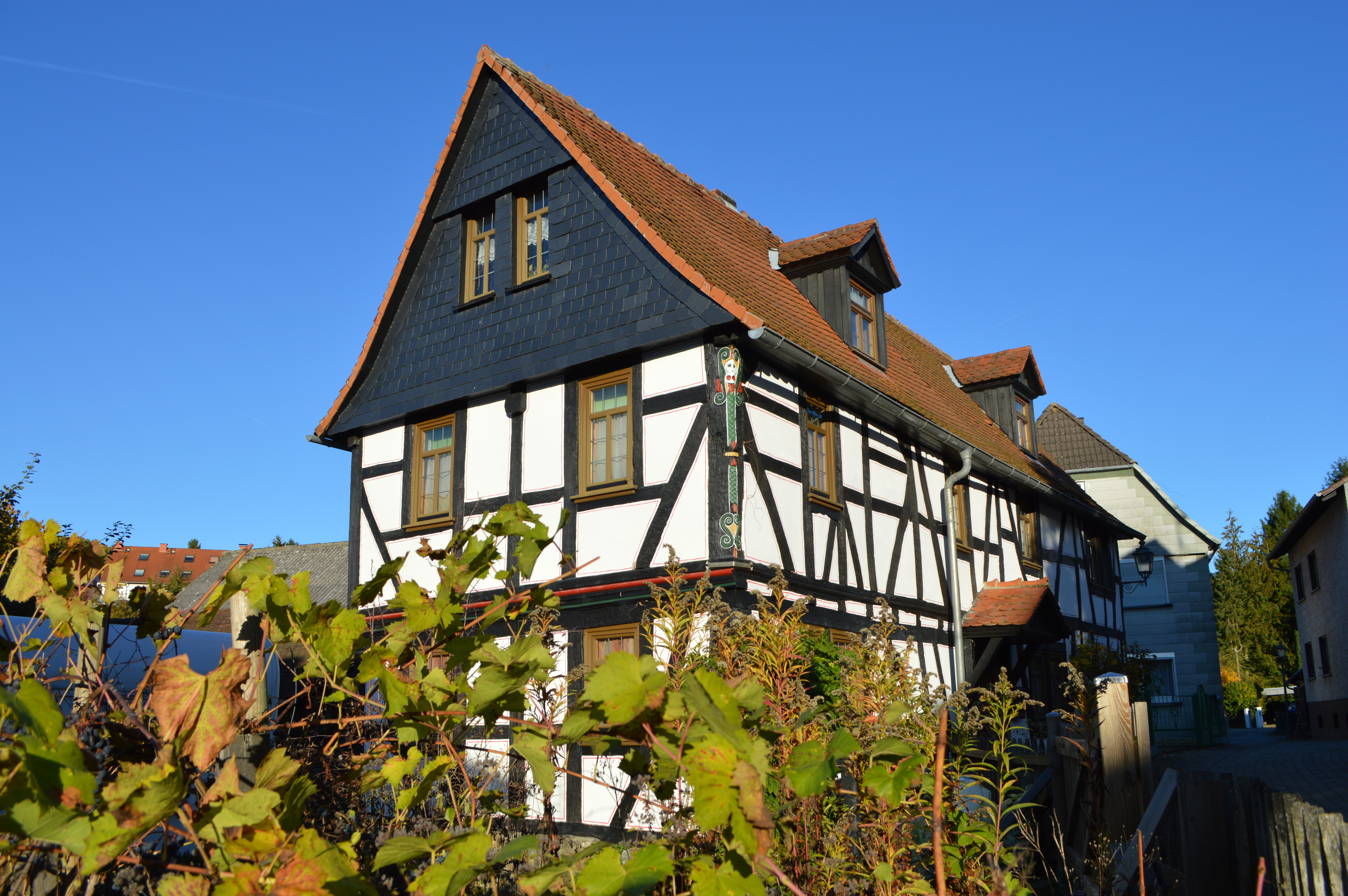
Wohnhaus Borngasse 1
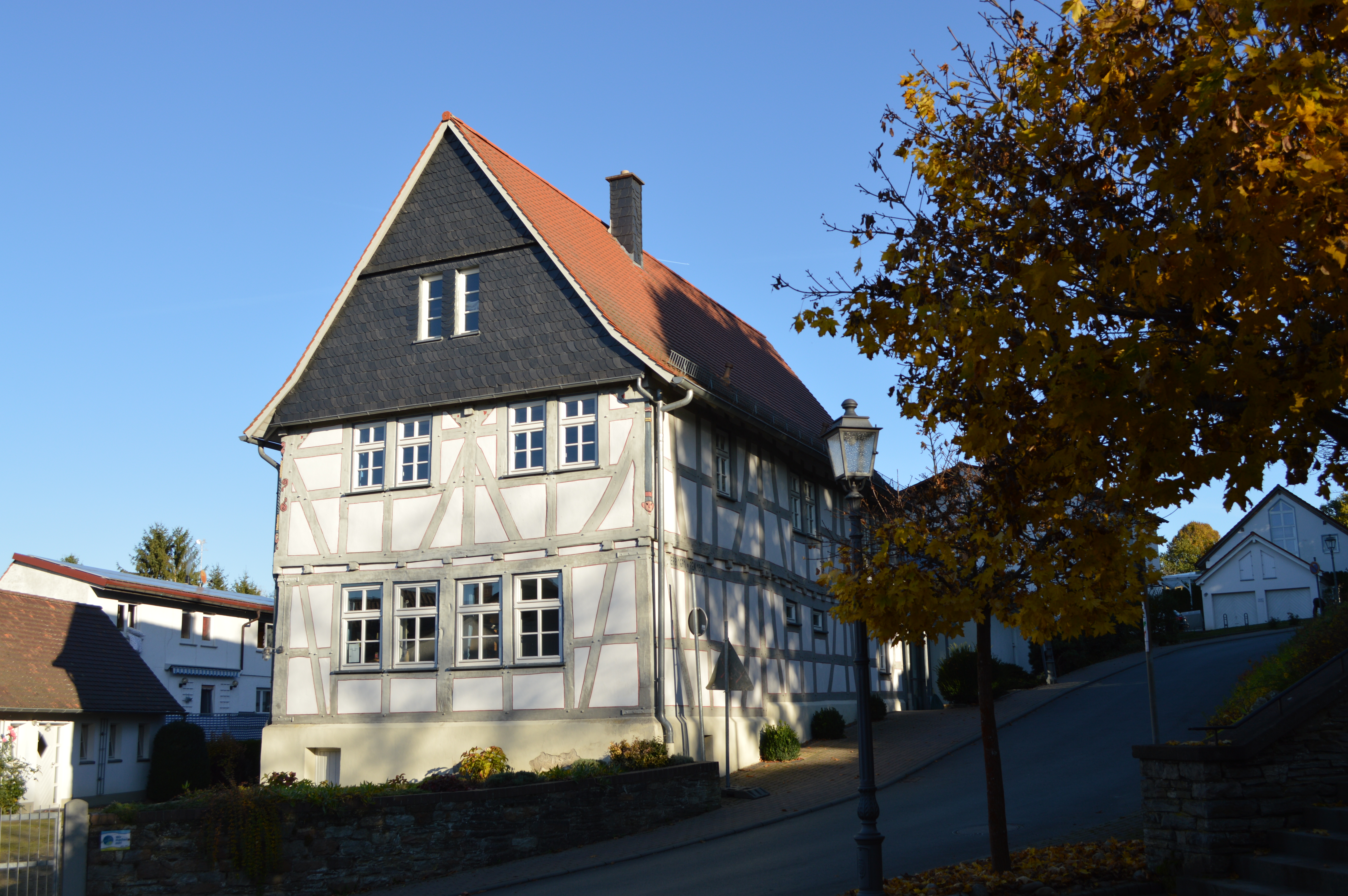
Altes Pfarrhaus Kapersburgstraße 13
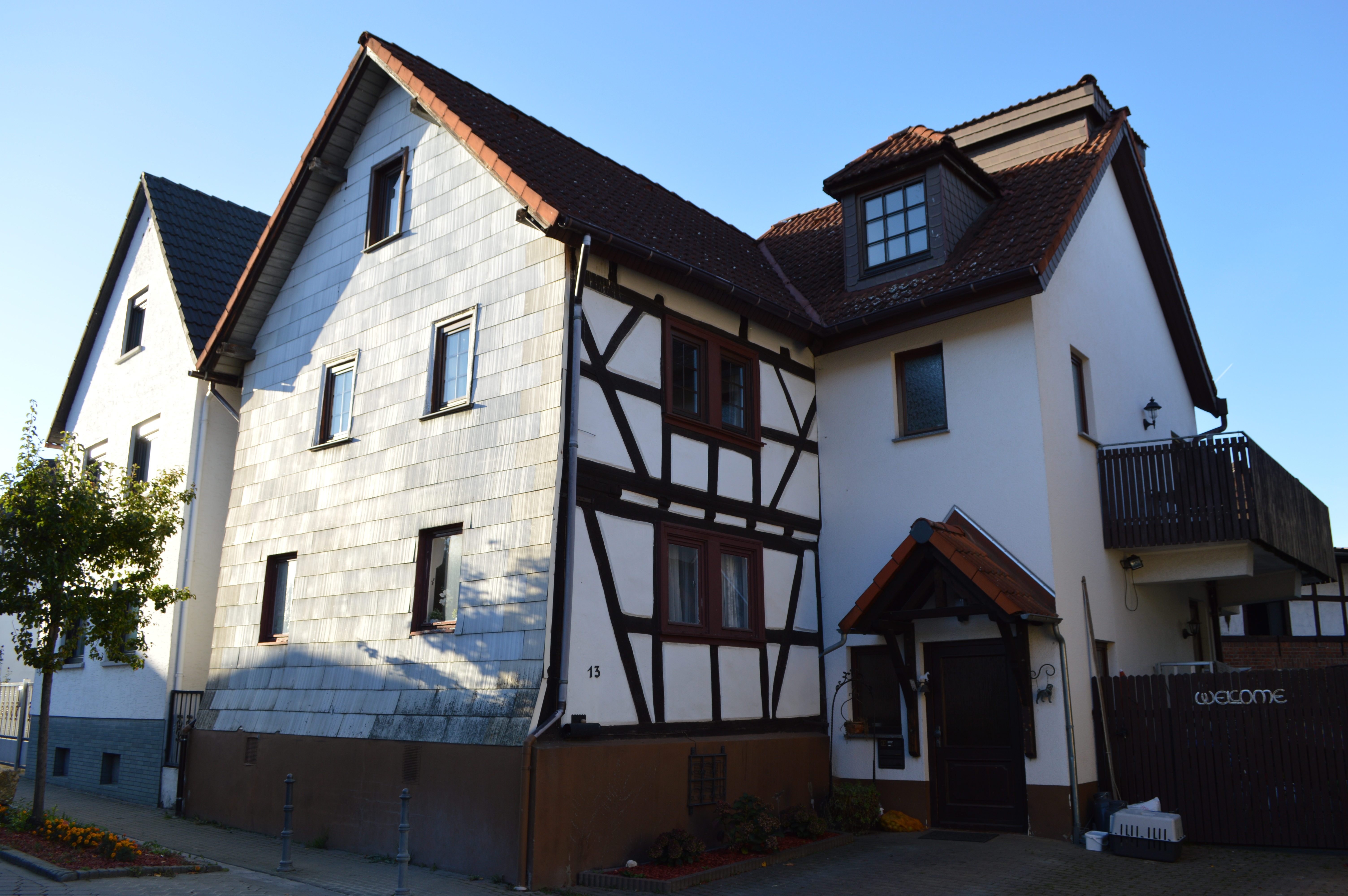
Wohnhaus Nauheimerstraße 13
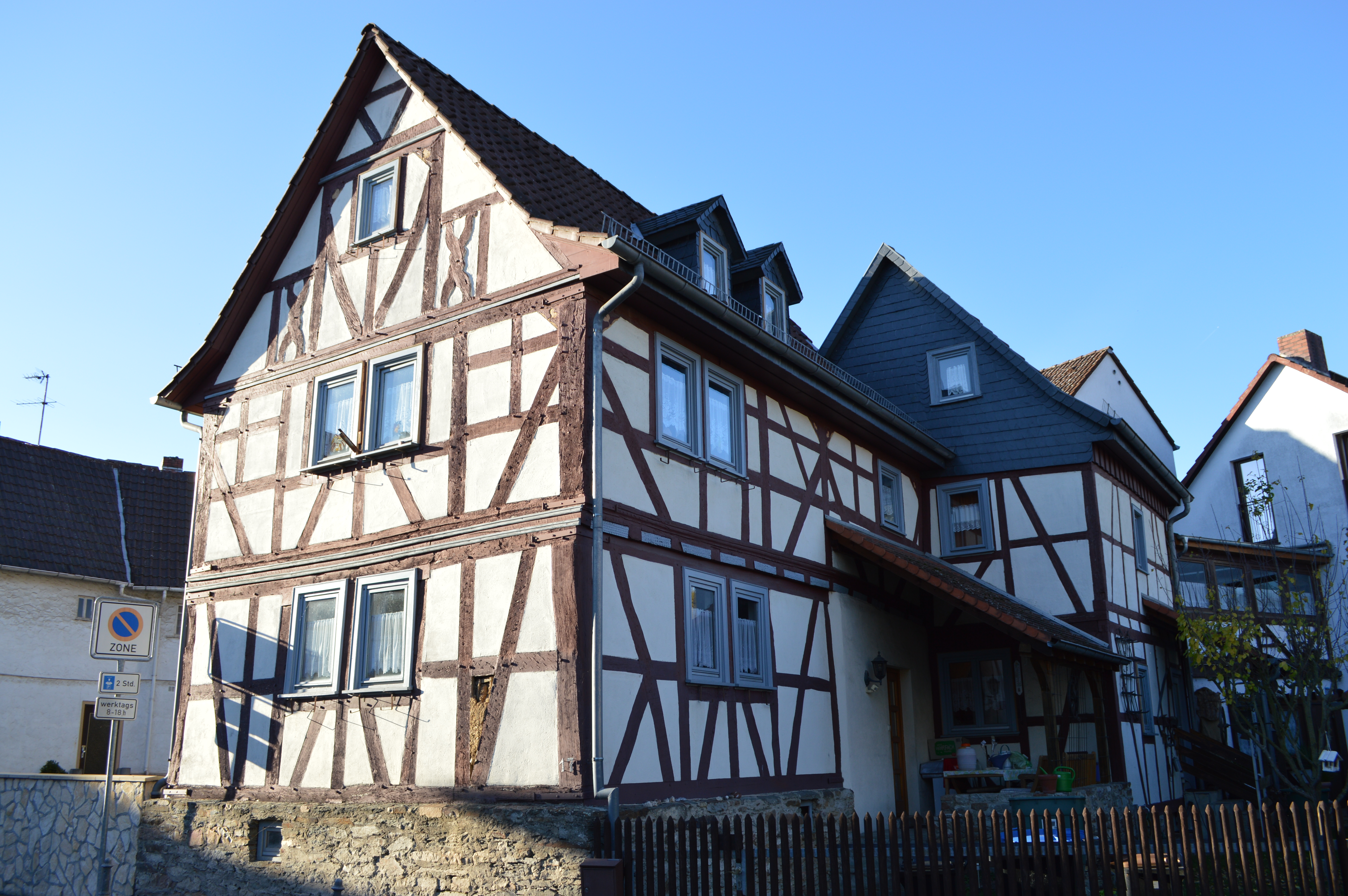
Wohnhaus Nauheimerstraße 17
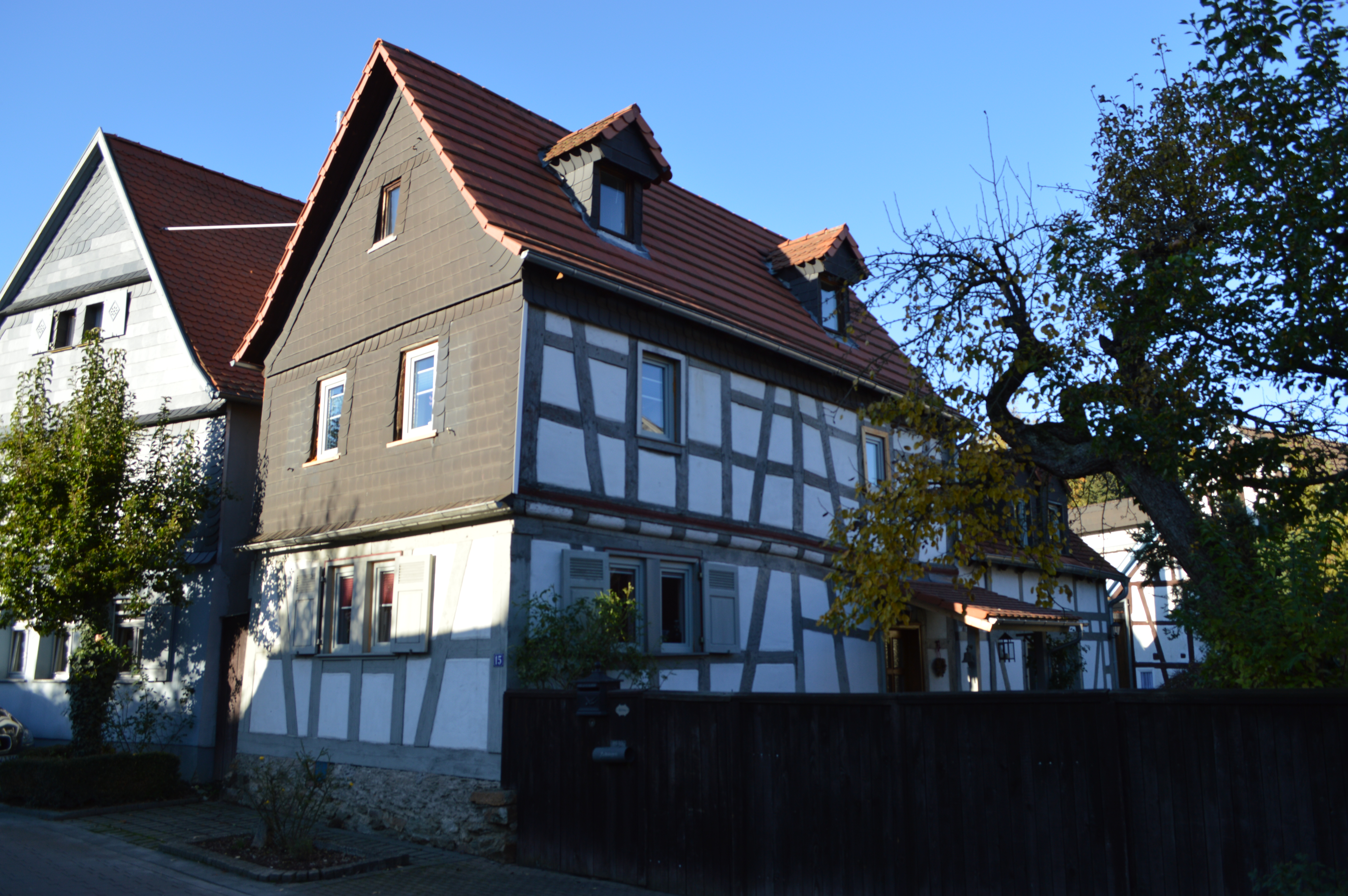
Wohnhaus Schillerstraße 15

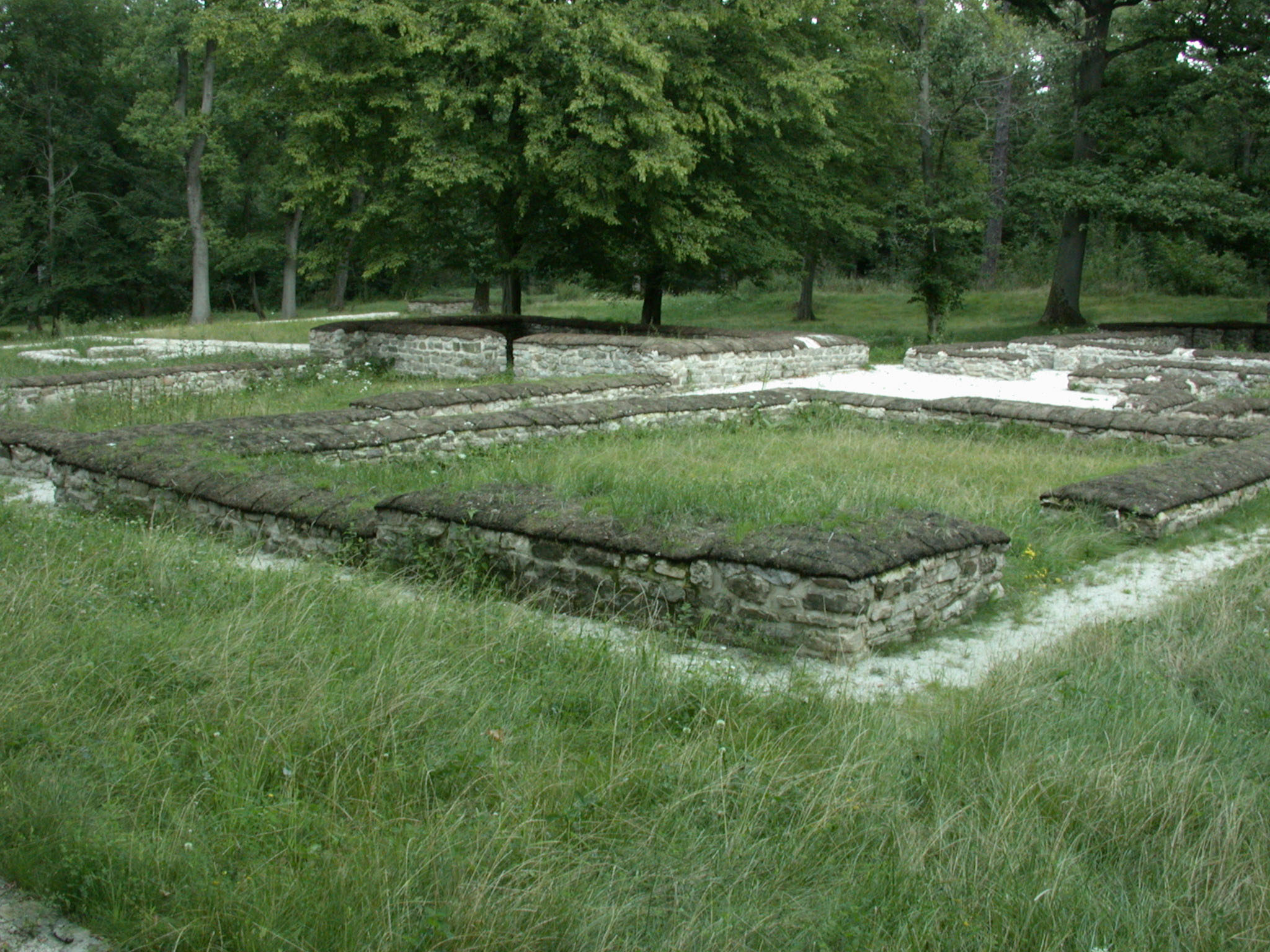
Inneres der Kapersburg – Getreidelager

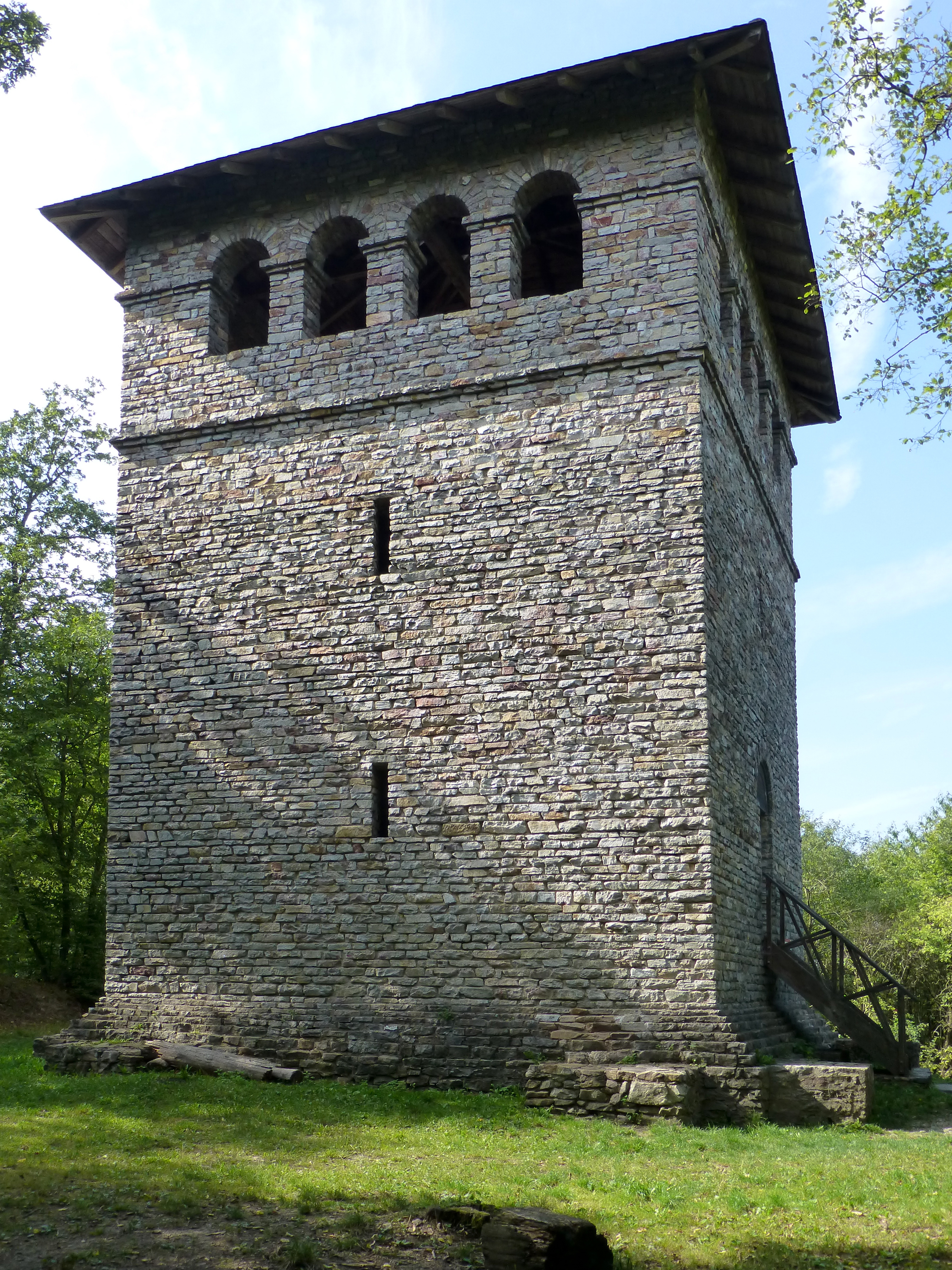
Rekonstruierter Römerturm auf dem Gaulskopf

Doch nicht nur dort hat das Dorf einiges zu bieten. Besondere Beachtung verdienen folgende Sehenswürdigkeiten:

### Limes
Gut zweieinhalb Kilometer südöstlich von Pfaffenwiesbach befindet sich am Obergermanisch-Raetischen Limes das römische Kastell Kapersburg, dessen Anlagen heute parkähnlich angelegt sind. Nördlich hiervon auf dem Gaulskopf wurde ein römischer Wachturm rekonstruiert, von dem aus – ganzjährig begehbar – eine gute Aussicht in die Wetterau geboten wird. Über den Limes verläuft ein Wanderweg, so dass auch andere, früher meist unzugängliche römische Überbleibsel wie Wachturm- und Zwischenkastellfundamente besichtigt werden können. Im Rahmen der Erhebung des Limes zum UNESCO-Weltkulturerbe wurde dieser Limesabschnitt gut zugänglich gemacht und auch seine wichtigsten Sehenswürdigkeiten mit Infotafeln bestückt.

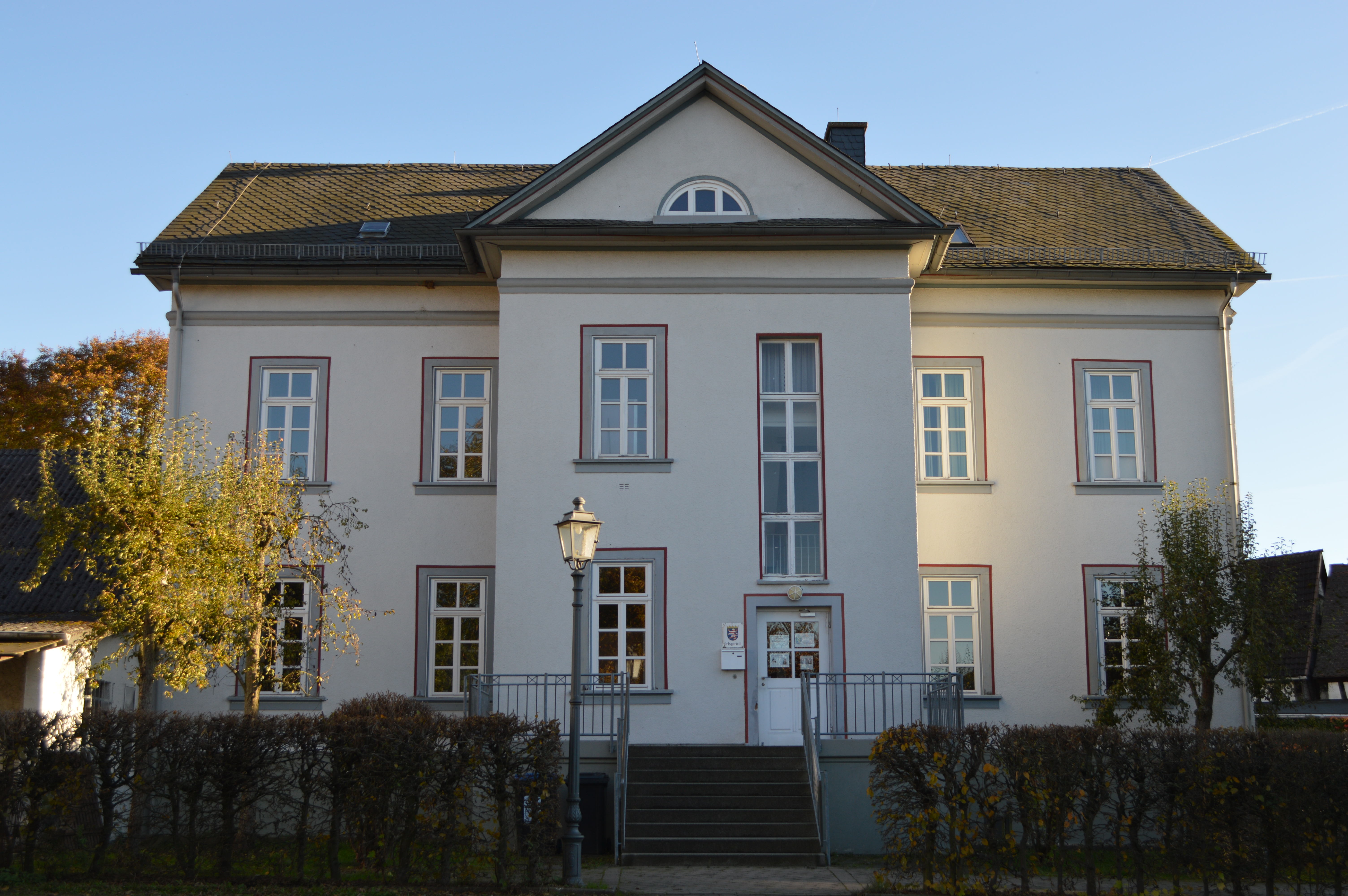
Alte Schule – Rückansicht (2016)

### Alte Schule
In der im Jahre 1841 an der „Vogelwiese“ erbauten Alten Schule (zunächst Volksschule, dann kath. Kindergarten) befinden sich heute nicht nur ein Atelier und der ev. Kirchenraum, sondern auch das Heimat- und Dorfmuseum, das seit 1984 resp. 1991 durch den Heimat- und Verkehrsverein Pfaffenwiesbach betreut wird und u. a. Urkunden aus dem Ortsarchiv, historische Karten und Bücher sowie eine Sammlung alter landwirtschaftlicher Geräte zeigt.

### Altes Backhaus
Das alte Backhaus wurde in den 1960er Jahren zu einer Gaststätte umgebaut. Nach Schließung der Gaststätte im Jahre 2011 entstand hier 2013 das JUZ (Jugendzentrum), das früher in dem im Jahr 1980 errichteten Bauhof beheimatet war.

### Brunnen und Pfingstborn
Von mehreren Brunnen, die es einst in Pfaffenwiesbach gab (früher gab es beispielsweise noch einen unterhalb der Georgskirche), existiert leider nur noch einer: der in der Höhenstraße. An der Kreuzung Pfingstbornstraße/Lerchenstraße befindet sich der Pfingstborn – eine Quelleinfassung, die heute liebevoll als Ruheplatz gestaltet ist.

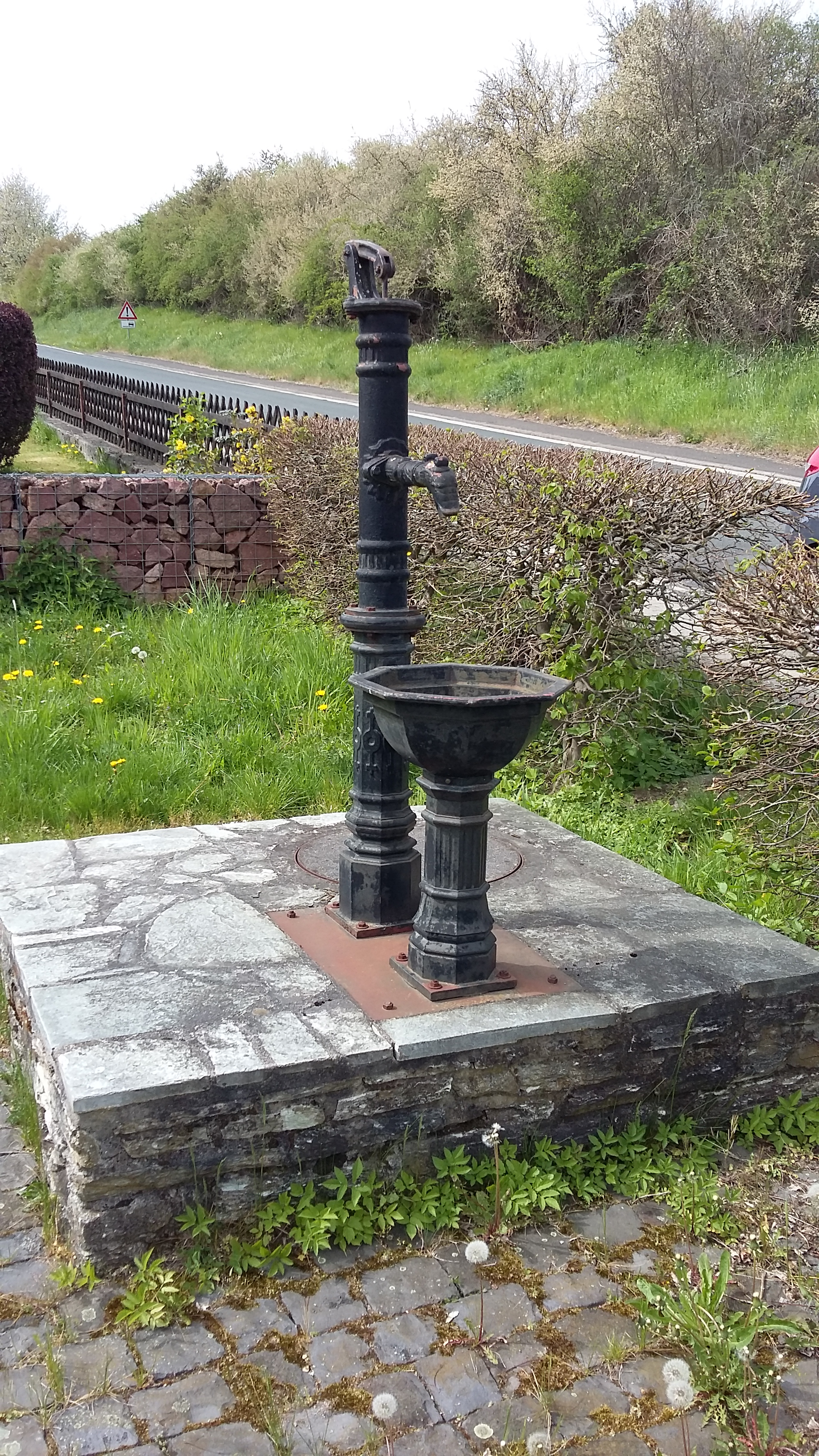
Brunnen Höhenstraße Pfaffenwiesbach 2019
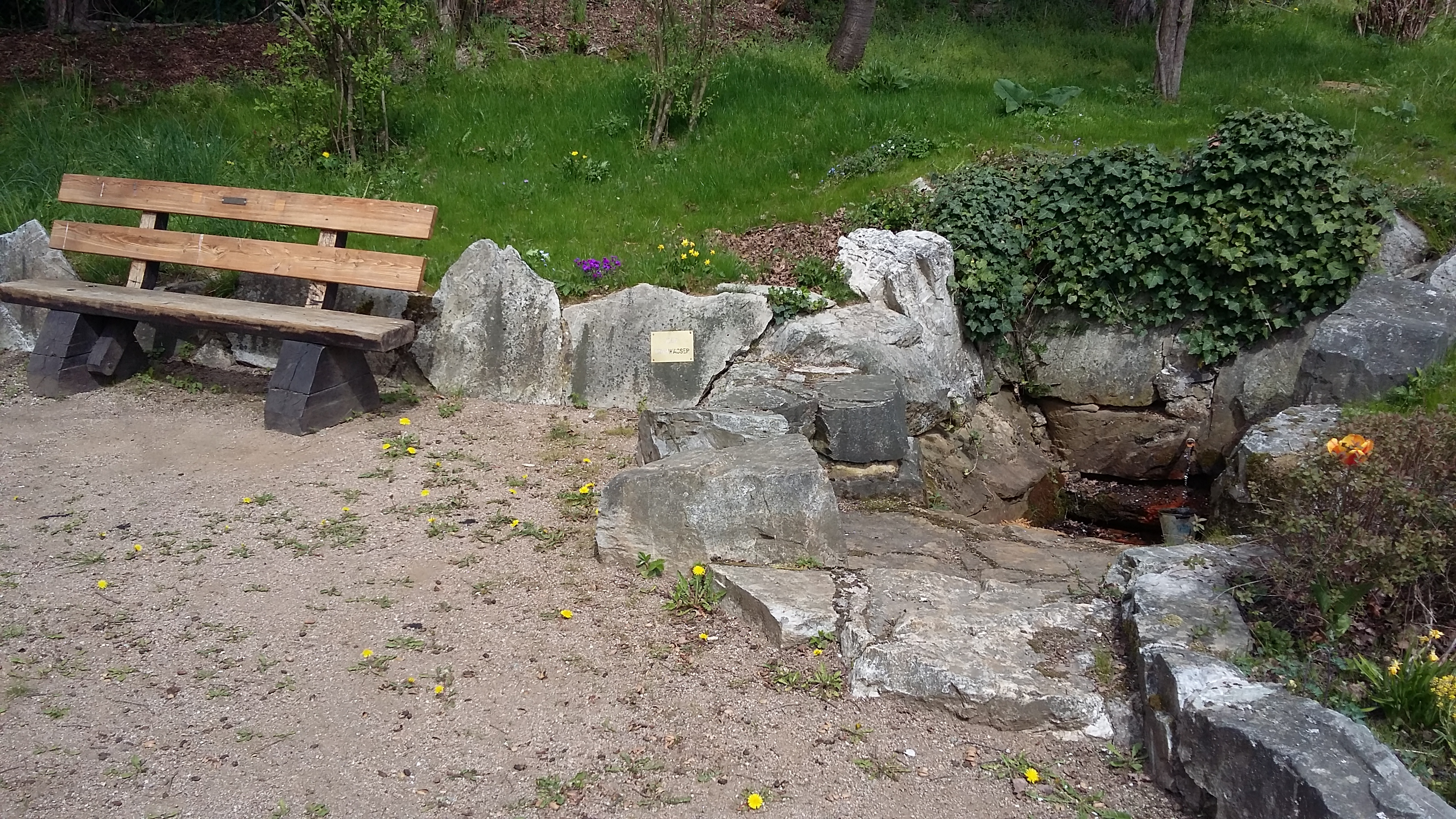
Pfingstborn Quelleinfassung Pfaffenwiesbach 2019

### Kirche St. Georg
Die katholische St. Georgskirche (Nebenpatronin ist die Hl. Barbara) wurde in den Jahren 1859 bis 1861 durch den Architekten Musset aus Höchst im neuromanischen Stil an dem Platz errichtet, an dem schon die Vorgängerbauten standen, und am 15. Mai 1862 geweiht. Sie ersetzte einen im Jahr 1711 (neu) geweihten und um einen Chorturm im Osten erweiterten Kirchbau mit barocker Ausstattung (ob es sich bei diesem Vorgängerbau um die bereits im Jahr 1167 erwähnte Basilika handelt oder nicht viel mehr um einen spätgotischen Neubau ist unklar). Bezüglich der Innenausstattung sind bemerkenswert:
- der spätgotische Taufstein (aus dem Vorgängerbau);
- eine barocke Skulptur des Heiligen Georg (ebenfalls aus dem Vorgängerbau);
- der 1985 in neugotisierender Formsprache wiedererrichtete Hochaltar (ursprünglich ein Werk des Niederlahnsteiner Holzschnitzers Caspar Weis, von dem sich auch noch andere Schnitzarbeiten in der Kirche befinden);
- die im Jahr 1911 errichtete Pfeifenorgel – die letzte spätromantische Orgel im Usinger Land und einer der letzten erhaltenen, größeren Instrumente des Limburger Orgelbaumeisters Carl Horn.

Die Andachtskapelle der Kirche ist tagsüber für Gebet und Besichtigung zugänglich (Zugang über Hauptportal und Vorhalle).

### Katholisches Gemeindehaus St. Georg
Das zwischen den Jahren 1662 und 1671 unterhalb des Kirchberges in sehenswerter Fachwerkbauweise (geschnitzte Fratzen an der Westfront, Hessischer Mann) errichtete Alte Pfarrhaus wurde im Jahr 1991 zum kath. Gemeindehaus St. Georg umgebaut und erweitert. Der Bau beherbergt auch das Kirchort-Archiv. Seit Oktober 2024 wird der Saal des kath. Gemeindehauses auch als sog. „Winterkirche“ genutzt.

### Wohnanlage St. Barbara

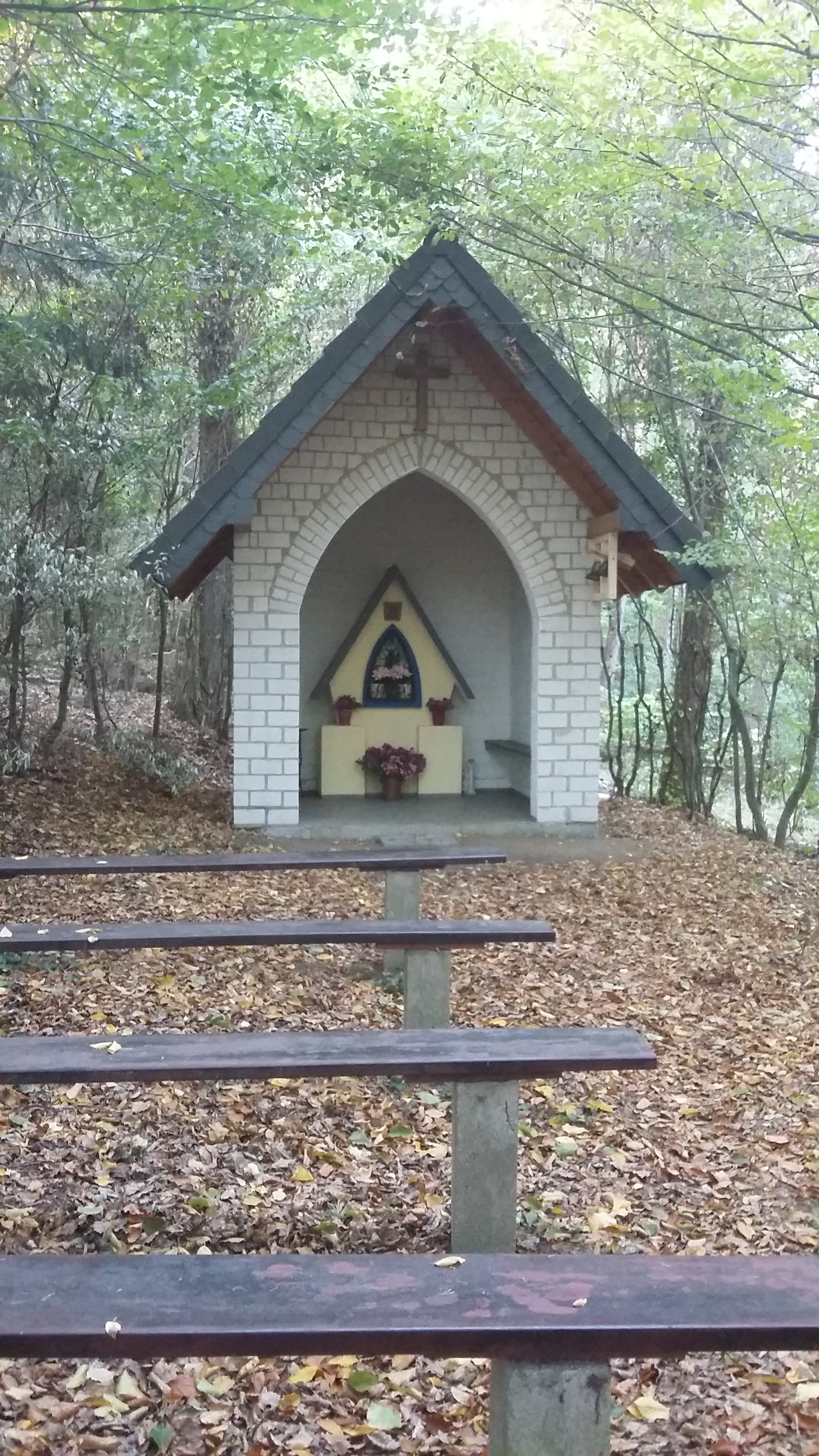
Bildstockkapelle am Usinger Weg

Die zwischen kath. Gemeindehaus und Pfarrhaus etwas von der Straße zurückversetzt liegende Wohnanlage St. Barbara – ursprünglich die zwischen 1700 und 1750 erbaute Scheune des Pfarrhofs – beherbergte seit 1932 den Pfarrsaal mit Theaterbühne, wurde dann dem Verfall preisgegeben und schließlich im Jahr 1998 zu einer caritativen Wohnanlage mit vier Wohneinheiten umgebaut. Vor dem Haupteingang steht ein im Jahr 1998 errichtetes Marterl, das eine Statue der Hl. Barbara birgt.

### Bildstockkapelle
Auch Schutz für einen im Jahr 1948 aufgrund eines Gelöbnisses in Kriegszeiten in uneigennütziger Weise erbauten Bildstocks sorgte eine Privatinitiative im Jahr 2007 für die Errichtung der Bildstockkapelle. Sitzreihen und diverse Baumbepflanzungen bilden vor dem Kapellenbau eine Baumkapelle. Die Anlage, die stets zum Verweilen und innerer Einkehr einlädt, ist über den Kapellenweg, der direkt am Parkplatz Jungholz beginnt, gut und schnell zu erreichen.

### Feste, Veranstaltungen und Brauchtum
Vereine, Vereinsring und die katholische Kirchortgemeinde organisieren im Jahr verschiedene Feste und Veranstaltungen; zu nennen sind in diesem Zusammenhang: die „Konfettiparty“ der TSG (vor dem Fastnachtssonntag), der „närrische Mummenschanz“/Kräppelkaffee der Kirchortgemeinde (am Sonntag vor dem Fastnachtssonntag), das Grillfest des Schützenvereins (an Christi Himmelfahrt), das Pfarrfest (an Fronleichnam), die Bauhof-„Abrissparty“ der Freiwilligen Feuerwehr im Juli (seit 2018), die Kerb (am Wochenende nach dem 15. August), das Drachen(bezwinger)-Fest der Kirchortgemeinde (am letzten Oktobersonntag), das Martinsfest der KiTa mit Gottesdienst, Laternenumzug und Martinsfeuer (um den 11. November herum) sowie der Adventsbasar des Heimat- und Verkehrsvereins und der Weihnachtsmarkt (am ersten Adventssonntag).
Für die verschiedenen Aktivitäten, sportliche Betätigung sowie für Großveranstaltungen steht die Wiesbachtalhalle mit (später hinzugefügtem) Bühnenanbau und einer Gaststätte mit Biergarten und zwei Kegelbahnen zur Verfügung.
Etwas Besonderes in Pfaffenwiesbach ist die aus dem Jahr 1968 stammende Ortsrufanlage, deren ca. 40 Lautsprecher über einen Großteil des Dorfes verteilt sind und über die Feste und Veranstaltungen bekanntgemacht werden. Während andernorts diese Anlagen schon längst wieder demontiert worden sind, wurde diese Anlage zwar nicht auf die neuen Wohngebiete Pfaffenwiesbachs erweitert, erfreut sich aber als „Ortsfunk“ und Mitteilungsmedium immer noch einer gewissen Beliebtheit.
Die früher flächendeckend im Dorf gebräuchlichen und auch wohl besser als die richtigen Namen bekannten Uznamen, womit ein „Spitzname“ für eine Person (oder auch mehrere zusammen) gemeint ist, verschwinden leider immer mehr aus dem dörflichen Bewusstsein. Gleiches geschieht leider auch mit den Flurnamen
Glockenläuten:
- Das Angelusläuten ist in Pfaffenwiesbach sehr spezifisch: Um 7.00 Uhr, 11.00 Uhr und 18.00 Uhr im Winter bzw. 20.00 Uhr im Sommer schlägt nach dem Stundenschlag zunächst die Ave-Maria-Glocke dreimal drei an, danach läutet diese und wird schließlich durch die Barbaraglocke abgelöst; dieses Geläut erinnert an die Auferstehung, Kreuzigung und Geburt Jesu Christi und will zum Gebet einladen; in früheren Zeiten diente es freilich auch in Gebieten, die stark landwirtschaftlich geprägt waren, den Bauern als zeitliche Orientierung.
- Neben dem Gottesdienstgeläut findet weiterhin ein besonderes Geläut als Vollgeläut u. a. statt: am Vortag vor Sonn- und Feiertagen (15.00 Uhr), am Ersten Weihnachtsfeiertag (gegen 19.30 Uhr, sukzessiv, zusammen mit allen Glocken der umgebenden Kirchen und Kapellen) sowie in der Neujahrsnacht (um 0.00 Uhr, mit der Bitte um Segen für das kommende Jahr); der Gründonnerstag wird spätabends (gegen 22.00 Uhr) mit einem Vollgeläut abgeschlossen, der Ostersonntag morgens (gegen 8.00 Uhr) mit einem Vollgeläut eröffnet (in der Zwischenzeit schweigen die Glocken – einschl. des Uhrenschlags – aus Respekt vor dem Leiden und Sterben Jesu und die Glocken fliegen – wie man früher sagte – entweder nach Rom oder „in den Hessbock“, womit die Gemarkung „Hessberg“ an den Schrebergärten gemeint ist).
- Das Sterbegeläut wird mit der großen Glocke (Georgsglocke) geläutet, die dreimal absetzt.

## Infrastruktur und Wirtschaft
In der Ortsmitte von Pfaffenwiesbach treffen sich die beiden Kreisstraßen K 728 und K 726.
Über die Buslinie 63, die die Wehrheimer Ortsteile untereinander verbindet, sowie die Bahnhöfe in Wehrheim oder Usingen (RMV-Linie 15, Taunusbahn) besteht eine gute verkehrstechnische Anbindung ans Rhein-Main-Gebiet.
Größere Parkplätze gibt es im Dorf hinter der Alten Schule, hinter der Kirche sowie am Sportplatz. Weiter außerhalb liegende Wanderparkplätze gibt es auf der Schlink (südwestlich von Pfaffenwiesbach), beim Jungholz (westlich von Pfaffenwiesbach) und in der Gemarkung Am Wehrholz (Naturparkplatz).
Über Kransberg besteht darüber hinaus eine Anbindung an den hessischen Radfernweg R 6. Auf dem Taunuskamm östlich von Pfaffenwiesbach existiert außerdem seit 2018 ein Mountainbike-Trail.

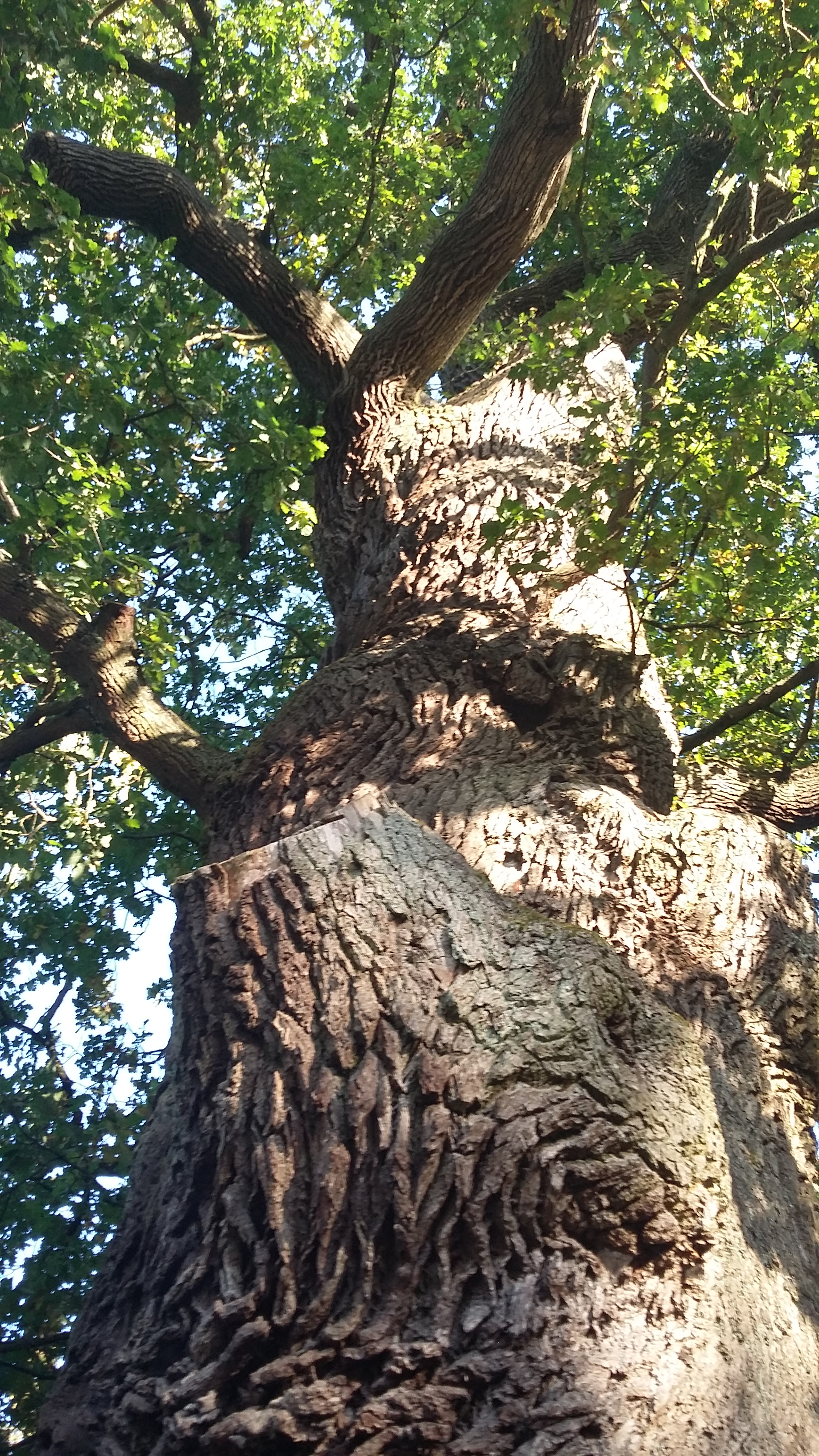
Alte Eiche auf der Schlink

Als Einkaufsmöglichkeiten in Pfaffenwiesbach bieten sich eine Bäckerei und eine Metzgerei an. Es existieren außerdem eine Ergotherapiepraxis, ein Friseursalon, eine Schlosserei mit Schlüsseldienst, eine Schreinerei mit Pietät, ein Schärf- und Schleifdienst sowie eine Fahrschule.

## Fremdenverkehr/Tourismus
Einige Fremdenwohnungen werden für Touristen angeboten. Die Gegend um den Ort gilt als Naherholungsgebiet.
Das Wander- und Radwegenetz ist gut ausgebaut. Beliebte Wanderziele liegen vor allem östlich von Pfaffenwiesbach (Weltkulturerbe Limes mit seinen Bauwerken, Schwarzloch/Vogeltal, Hügelgräberstätte an der Nerzfarm, Kaisergrube, Gasthaus Winterstein, Winterstein mit Aussichtsturm, Steinkopf mit Fernsehturm, Aussichtspunkt auf dem Kuhkopf, Schifferkäutchen mit der Fledermaushöhle etc.), südlich von Pfaffenwiesbach die Schlink u. a. mit Naturparkplatz, dem Naturdenkmal Alte Eiche, dem Wanderweg Schlink mit guter Aussicht auf Wehrheim, Neu-Anspach und die Feldberghöhen, Modellflugplatz und der Hügelgräberstätte im benachbarten Schmidtholz, aber auch westlich (Naturdenkmal Wormstein, Bildstock- und Kreuzkapelle etc.). Rund um das Waldstück Wehrholz mit seiner Kreuzanlage oberhalb des Naturparkplatzes ist ein Walderlebnispfad angelegt. Schutzhütten gibt es auf dem Kuh- und dem Dachskopf sowie auf dem Schlinkwanderweg (ca. 800 m von dem Naturparkplatz Schlink) entfernt.

## Vereine und Institutionen
- Der älteste Verein des Dorfes war die im Jahr 1873 gegründete Chorvereinigung Frohsinn e. V., die bis zuletzt aus einem Frauen- und einem Männerchor bestand und das Dorfleben zu verschiedensten Anlässen musikalisch sehr bereicherte. Vereinsauflösung: im Lauf des Jahres 2019, wodurch in diesem Jahr auch die beiden von der Chorvereinigung organisierten Feste wie das Grillfest am 1. Mai und das Weinfest am 3. Oktober nicht mehr stattfinden konnten.
- Die im Jahr 1887 gegründete Turn- und Sportgemeinschaft Pfaffenwiesbach (TSG) mit ihren Abteilungen Kinderturnen, Tischtennis, Fitnessgymnastik/Männerfunktionsgymnastik, Nordic Walking und v. a. Fußball hat ihr Clubhaus – ein beliebter Treffpunkt – am Ortsausgang Kransberger Straße. Dort gibt es auch einen Sportplatz, der im Jahr 2017 zu einem Kunstrasenplatz ausgebaut wurde.[15]
- Die Freiwillige Feuerwehr Pfaffenwiesbach wurde am 1. Juni 1930 als zehnte Freiwillige Feuerwehr im Kreis Usingen gegründet. Ein Förderverein unterstützt die aus Jugendfeuerwehr, Einsatzabteilung sowie Alters- und Ehrenabteilung bestehende Feuerwehr. Das Feuerwehrhaus befindet sich hinter der Wiesbachtalhalle in der Straße Am Wiesbach.[16]
- Im Jahr 1973 wurde der Schützenverein Kapersburg e. V. gegründet, der sein in Eigenleistung errichtetes Domizil am Ortsausgang Forsthausstraße hat.[17]
- Im Jahr 1974 fanden sich die Wiesbachtaler Musikanten als Verein zusammen und bereicherten seither musikalisch ebenfalls das Dorfleben (Sonnwendfeier, Oktoberkonzert, Adventskonzert etc.). Nachdem der Verein seit 2019 nur noch als kleine Bläsergruppe fortbestand, musste auch er sich leider 2024 endgültig auflösen.
- Oberhalb des Schützenhauses liegt die Reithalle des im Jahr 1977 ins Leben gerufenen Reit- und Fahrvereins Pfaffenwiesbach e. V. und auch der Reitplatz (ehem. Pfaffenwiesbacher Sportplatz).[18]
- Die Kindertagesstätte (KiTa) St. Georg unter katholischer Trägerschaft. Zunächst seit 1970 in der Alten Schule als zweigruppiger Kindergarten beheimatet, wurden im Jahr 2001 die neuen Räumlichkeiten am südlichen Ortsende bezogen.[19]
- Der Waldkindergarten Wichtelland e. V. entstand als erster im Usinger Land; der zugehörige Verein Wichtelland e. V. – Verein für Naturpädagogik wurde auf Initiative einiger Eltern im Jahr 1997 gegründet und erfährt Unterstützung durch die Zivilgemeinde.[20]

## Persönlichkeiten

### (Einst) in Pfaffenwiesbach wohnend
- Nicolaus Beck, bedeutender Pfaffenwiesbacher Schultheiß und Gastwirt. Kämpfte Anfang des 17. Jhs. lange gegen die Rekatholisierungs-Bemühungen der Mainzer Kurfürsten in Pfaffenwiesbach.
- August Valentin Erker (1901–1975), ehem. Bürgermeister von Pfaffenwiesbach in den Jahren 1941–1945 und 1950–1964. Durch eine auf ihn zurückgehende Stiftung konnten einige soziale Projekte im Dorf umgesetzt werden (u. a. auch ein Anbau an der Wiesbachtalhalle und die Andachtskapelle in der Georgskirche).
- Hans-Rudolf Jahn (?–1994), leitete über 17 Jahre die Geschicke des Heimat- und Verkehrsvereins.[21]
- Eva Erker (1907–?), Pfaffenwiesbacher Mundartdichterin (Gedichte).
- Josef Leidecker sen. (1917–2005), Pfaffenwiesbacher Mundartdichter (Gedichte und Lieder).
- Paul Josef Sommer (1934–2019), langjähriger Pfarrgemeinderats-Vorsitzender und Vorsitzender der Gemeindevertretung; jahrzehntelang Vorsitzender der Chorvereinigung; großes ehrenamtliches Engagement.

### Mit Pfaffenwiesbach verbunden

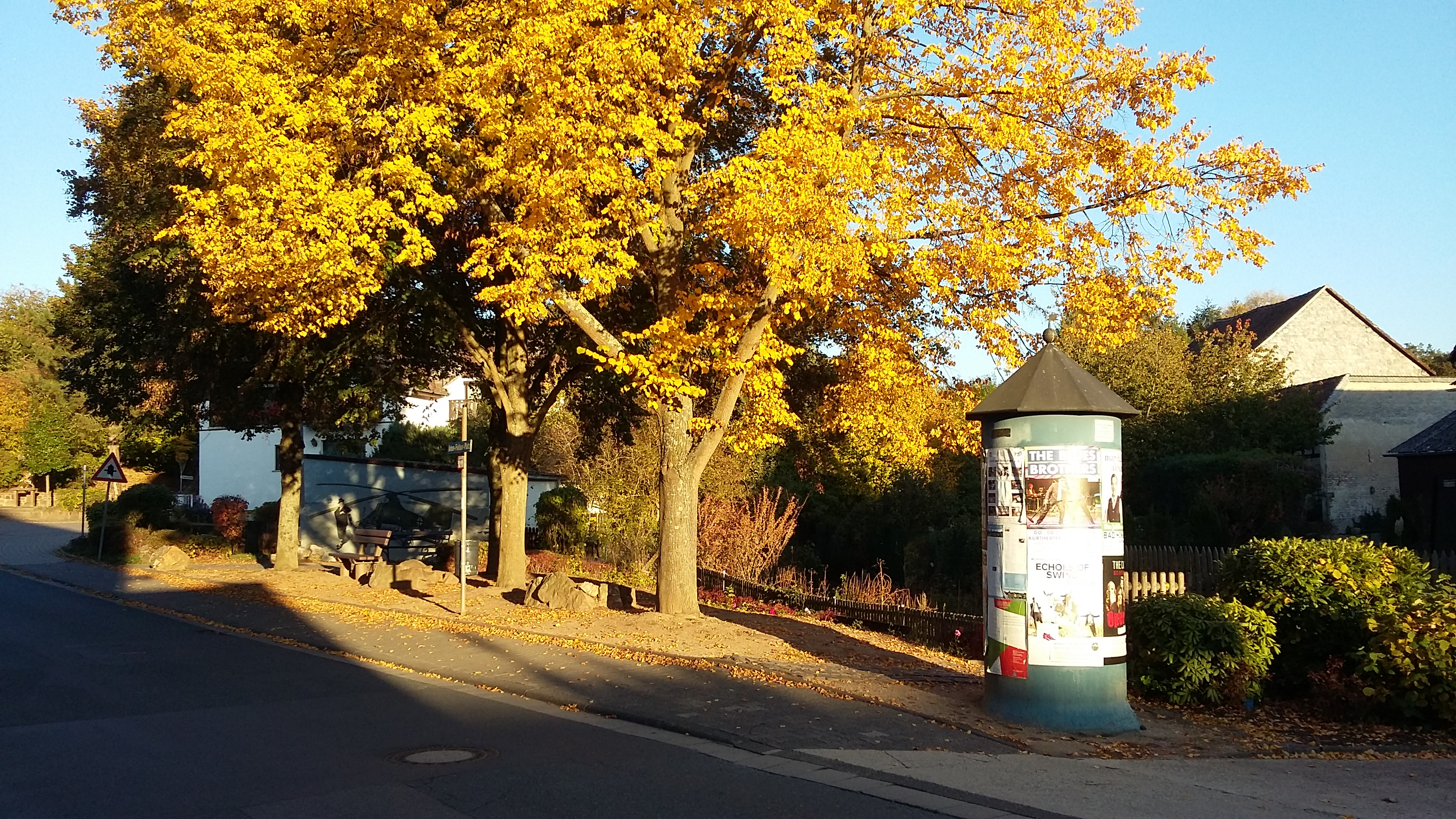
Anton-Flettner-Platz Herbst 2018

- Anton Flettner (1885–1961), Konstrukteur, war Dorflehrer in Pfaffenwiesbach von 1906–1909. Ihm zu Ehren entstand 2003 gegenüber der Alten Schule ein kleiner Platz; dort malte eine einheimische Künstlerin an eine Garagenwand Anton Flettner mit einer seiner Erfindungen (der FI 282) im Oktober 1944 und es wurde ein Rotorblatt aufgestellt. Seit Juni 2022 gibt eine Auskunftstafel am „Flettnerplatz“ – initiiert durch den Heimat- und Verkehrsverein – detailliert Auskunft zu dem genialen Konstrukteur.
- Carl Horn (1859–1932), Limburger Orgelbaumeister, baute im Jahr 1911 die Orgel der Georgskirche.
- Julius Nees,  (1898–1942) deutscher Widerstandskämpfer in der NS-Zeit (Leis-Breitinger-Gruppe).
- Karl Walter (1862–1929), Organist, Pädagoge, Wissenschaftler sowie Orgel- und Glockensachverständige des Bistums Limburg, war Dorflehrer in Pfaffenwiesbach von 1882 bis 1887.